# 国府津運輸区
国府津運輸区（こうづうんゆく）は、神奈川県小田原市にかつてあった東日本旅客鉄道（JR東日本）横浜支社の運転士・車掌が所属する組織である。2024年9月30日限りで廃止し、現在は湘南・相模統括センター国府津乗務ユニット。

## 歴史
- 1980年10月1日：東京車掌区国府津支区発足。
- 1986年3月3日：国府津車掌区に格上げ。
- 2006年4月1日：国府津運転区を統合し国府津運輸区発足。
- 2024年10月1日：湘南・相模統括センターに、小田原・伊豆統括センターの一部（国府津駅）、国府津運輸区を更に統合する。橋本駅を町田統括センターに移管する。国府津運輸区を廃止する。

## 乗務範囲
- 東海道本線　東京-熱海
- 湘南新宿ライン　新宿-小田原
- 伊東線　熱海-伊東